# Jake, el perro
Jake es un personaje ficticio, principal en la serie de televisión estadounidense animada y de fantasía Adventure Time creada por Pendleton Ward donde funge el rol de protagonista, acompañante, mejor amigo y hermanastro de Finn. John DiMaggio da la voz a este personaje. El personaje al igual que la mayoría de los protagonistas del programa apareció en el piloto original.

## Características
Jake nació de una protuberancia en la cabeza de Joshua cuando la Criatura con habilidad de cambiar de forma le mordió inyectándo a través de sus colmillos un extraño líquido, esto ocasionó que Jake naciera con poderes que le permiten modificar la forma y tamaño de cualquier parte de su cuerpo de un modo altamente específico: es capaz de adoptar un tamaño gigantesco o minúsculo, estirar sus extremidades como látigos o convertirlas en herramientas o adoptar la forma de otras personas, animales u objetos. También Finn en una ocasión comentó que por dentro huele a vainilla, cosa que Jake asegura es efecto del hechizo de un mago. Sus ojos tienen un esquema de color inverso, negro el iris con las pupilas blancas, y recuerdan a gafas de sol. En contraste con Finn, Jake es un personaje considerablemente más sereno y relajado aunque igualmente enérgico y jovial, y suele actuar como un confidente o un mentor para Finn. Aunque a veces puede ser perezoso y confiado, Jake también ama la aventura y constantemente emplea sus habilidades para ayudar a Finn en sus misiones. Jake toca la viola y es novio de Lady Rainicorn, con quien comparte tal gusto, y a quien conoció en el corto original. Tiene fobia a los vampiros, especialmente a Marceline, pero a lo largo de la serie supera este miedo cuando comienza a conocerla.

## Poderes y habilidades
Jake tiene poderes elásticos que le permiten modificar el tamaño, forma y dimensiones de cada parte de su cuerpo. Sin embargo Jake no puede estirarse infinitamente porque se puede apreciar en el episodio The Limit que Jake si se estira demasiado podría morir. No solo se puede estirar y retorcer a sí mismo en formas muy específicas, sino que también puede reorganizar sus órganos internos, y los dientes. En Evicted! fue capaz de reducir de tamaño y mover sus órganos internos y la sangre en su dedo pulgar izquierdo. También en Jake vs Me-Mow, amplió el hígado de un perro 51 veces su tamaño, que le impide morir por el veneno de Me-Mow. Un uso frecuente de sus poderes es la "mano llave", la cual utiliza para abrir cerraduras. Como se muestra en Mystery Train, también es capaz de estirarse para crear completamente una nueva persona, siempre y cuando se mantengan conectados a él. Jake puede ser estirado por la fuerza como se ve en Ocean of Fear, cuando Finn extendió las orejas de Jake para evitar el contacto con el océano.  Jake es capaz de transformarse en varios objetos tales como un automóvil o un paracaídas, además de que puede tomar una estatura diminuta o gigante. Posiblemente, Jake también es prácticamente inmune a los ataques sobre él , esto por la consistencia de su cuerpo. Pendleton Ward mencionó en una entrevista que Jake usa sus poderes con pereza y no los aprovecha al máximo. En The Witch's Garden, Jake afirma haber obtenido sus poderes por haberse revolcado en un charco de lodo mágico siendo aún cachorro, pero en una entrevista con Pendleton Ward el creador de la serie, declaró que no es así como Jake obtuvo sus poderes, y que el simplemente no puede recordarlo. 
En el capítulo Investigaciones Joshua y Margaret, se revela el verdadero origen de Jake, donde se explica que Joshua, su padre, fue mordido por un monstruo,  recibiendo una herida en la cabeza, a partir de la cual nació Jake el mismo día que Jermaine su hermano biológico, pero Joshua y Margaret acordaron no platicar esta historia nunca. El monstruo que mordió a Joshua, tenía poderes similares a los de Jake, aunque al parecer más desarrollados.

## Personalidad
Jake es un personaje conocido por su naturaleza despreocupada y su tendencia a preocuparse por cosas sin gran importancia. Aunque a menudo se mete en situaciones peligrosas, siempre puede contar con sus poderes (o con Finn) para salir de ellas. A pesar de sus bromas, que a veces pueden ser graves, Jake tiene la capacidad de levantar el ánimo de Finn con su energía positiva y su enfoque único ante los problemas. Actuando como un mentor sabio, Jake siempre está dispuesto a dar su opinión, aunque sus sugerencias son a menudo inconsistentes, desde útiles hasta completamente absurdas. Es un personaje algo irresponsable, dejando frecuentemente a Finn lidiar con la mayor parte de los conflictos o batallas.
Jake también muestra signos de dislexia, lo que se demuestra en su tendencia a escribir al revés, como se observa en su nota a Finn en el episodio "Storytelling". Sin embargo, Finn también escribe de manera similar en varios episodios, lo que sugiere que esta característica podría ser resultado de la crianza que ambos recibieron de Joshua y Margaret, o bien un fenómeno común en la Tierra de Ooo.
Una de las grandes pasiones de Jake es la comida. Le encanta comer, especialmente alimentos como la comida chatarra, el pastel y el helado. No tiene miedo de experimentar con nuevos sabores e incluso se dedica a inventar sus propios platillos. Aunque no se le muestra como un gran cocinero, en episodios como "Apple Thief" se le ve preparando comida, como cuando cocina una mezcla de alimentos coreanos para Finn o al hacer un burrito de ingredientes variados. En el mundo real, Jake se ha convertido en un personaje al que algunos niños invocan pronunciando su nombre, mientras imitan su comportamiento y se rascan de manera similar a un perro.